# Нури
Ну̀ри (на италиански; на сардински: Nurri) е село и община в Южна Италия, провинция Южна Сардиния, автономен регион и остров Сардиния. Разположено е на 612 m надморска височина. Населението на общината е 2299 души (към 2010 г.).
 До 2005 г. общината е част от провинция Нуоро.